# Jordens polarområden

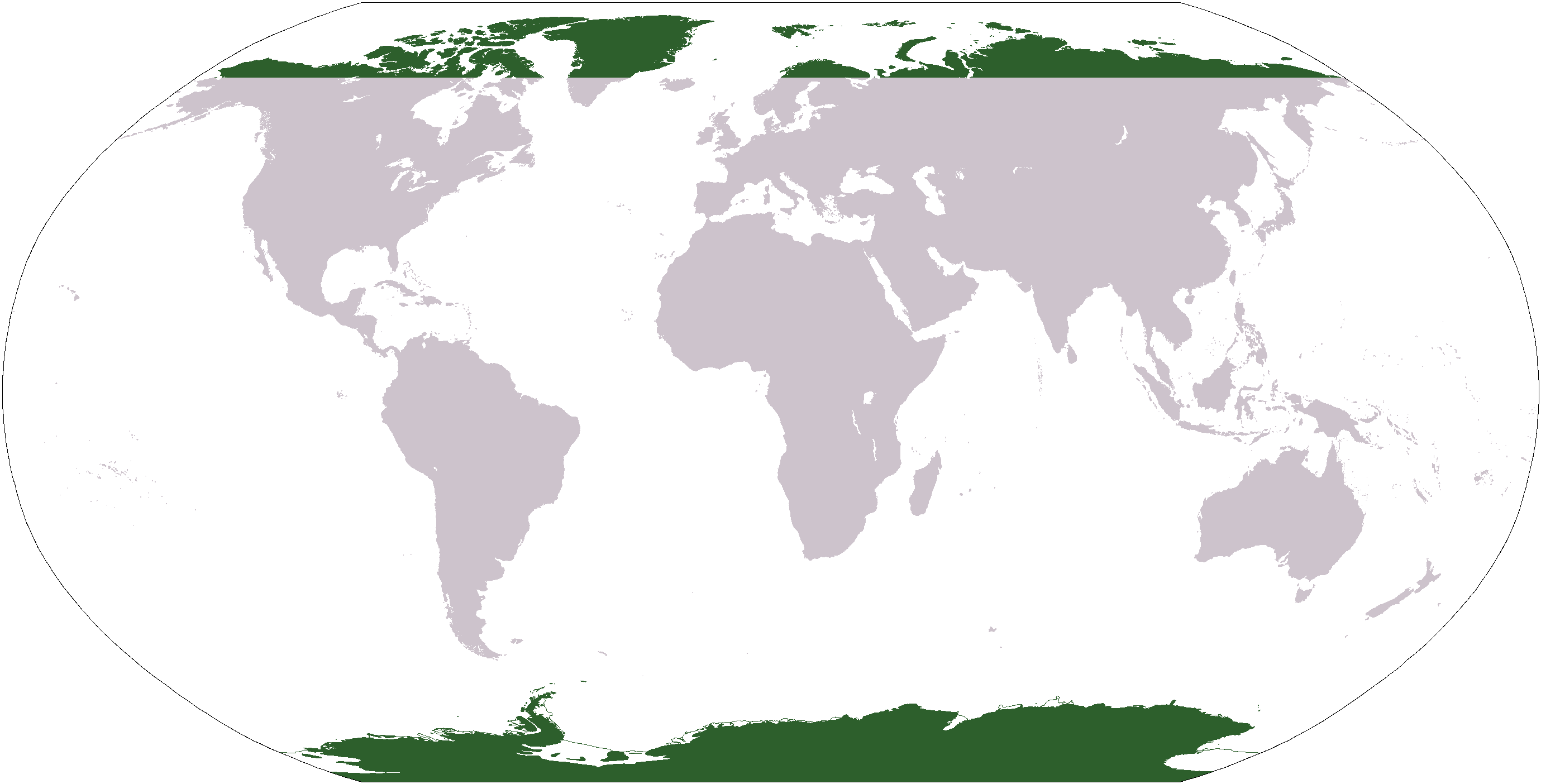
Markering av polarområdena

Jordens polarområden är de områden på Jorden som täcker de geografiska polerna, norr om norra polcirkeln eller söder om södra polcirkeln. Dessa områden karaktäriseras av polarklimat, extremt kalla temperaturer, svår glaciärisering och extrema variationer i dagsljus med 24 timmar dagsljus om sommaren (midnattssol) och permanent mörker vid midvinter. Nordpolen och Sydpolen domineras av polaristäcken som vilar på ett hav (Nordpolen vid Norra ishavet i Arktis) respektive på en kontinent (Antarktis).

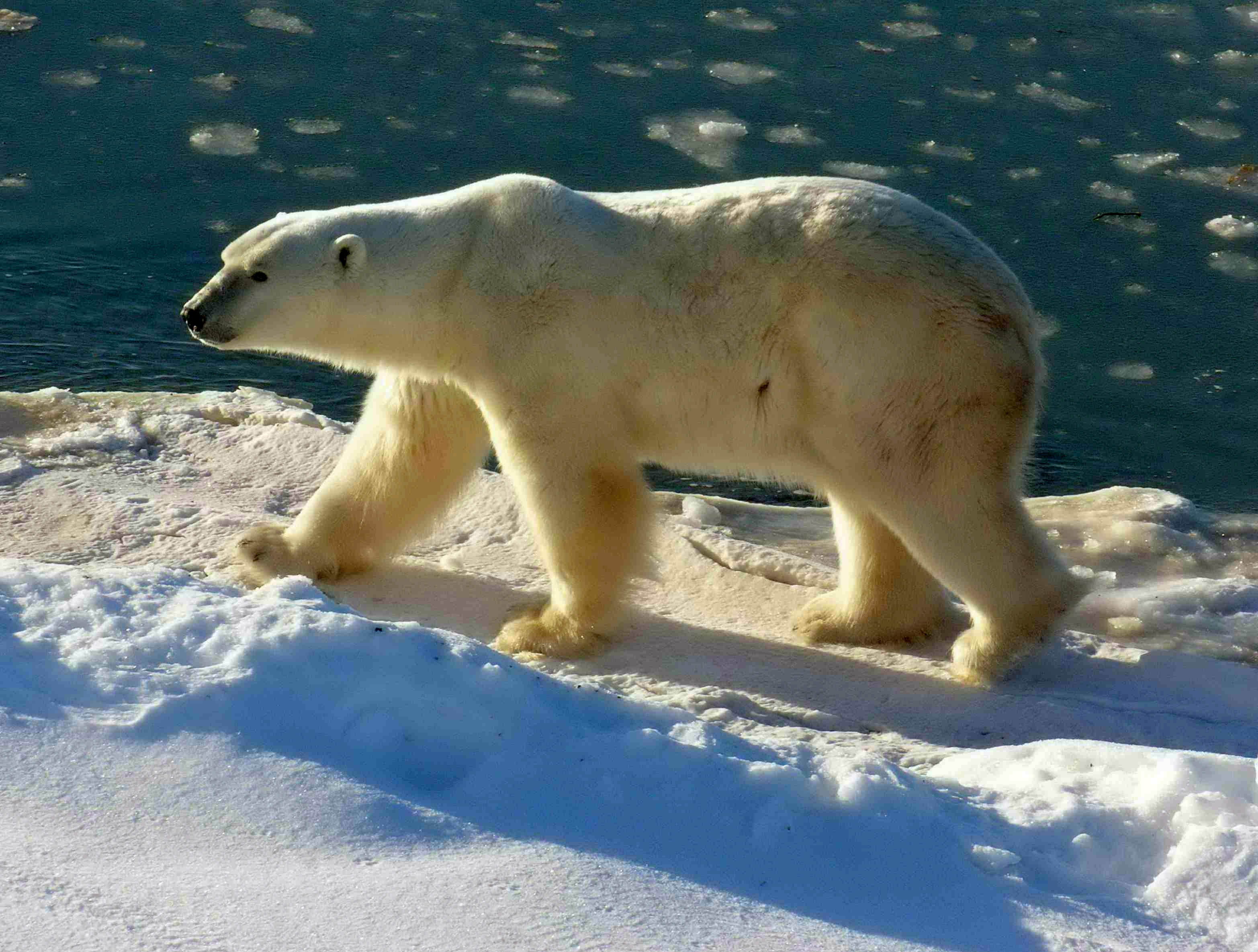
Isbjörn på Arktis polaris

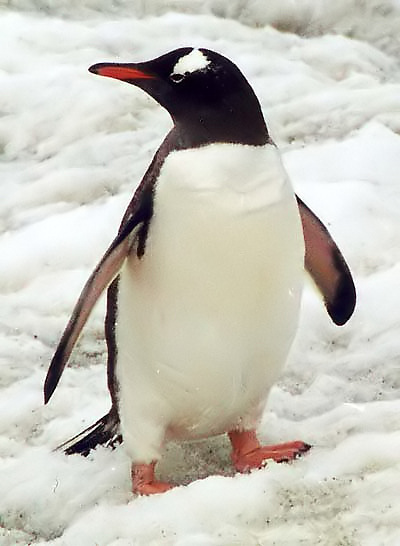
Pingvin på Antarktis

Det finns många bosättningar i jordens norra polarregion men inga, förutom forskningsstationer i den södra polarregionen, som även är kallare än den norra.

## Jordens poler
I polarområdena ligger jordens poler. De geografiska polerna definieras av jordens rotationsaxel, de geomagnetiska polerna av en modellbeskrivning av jordens magnetfält, medan de magnetiska polerna som de punkter på jordytan, där magnetfältet är vertikalt. 
Ett fjärde par av poler är otillgänglighetspolerna. Den norrotillgänglighetspolen är den punkt i Norra ishavet som är längst från land, den södra som den punkt i Antarktis som är längst från havet.

### Fotnoter
1. ↑  Gustav Sjöholm (21 november 2014). ”Den sista utposten”. Helsingborgs dagblad. http://www.hd.se/mer/resor/2014/11/21/den-sista-utposten/. Läst 4 november 2015.
2. ↑  Zendry Svärdkrona (10 juli 2002). ”Är det lika kallt på Sydpolen som på Nordpolen?”. Aftonbladet. http://www.aftonbladet.se/vader/fragorochsvar/article10290368.ab. Läst 4 november 2015.